# Ras Muhammad
Ras Muhammad (arabiska: رأس محمد, Muhammeds huvud) är en egyptisk nationalpark på Sinaihalvöns södra udde, cirka 10 kilometer söder om Sharm el-Sheikh, som framför allt är känd för sina fantastiska korallrev som stupar brant ner i Röda havets djup. Parkområdet sträcker sig över 480 km², varav 135 km² är land och 345 km² är hav, där det förutom ett rikt marinbiologiskt bestånd med bland annat grön havssköldpadda och karettsköldpadda dessutom finns landdjur och fåglar, till exempel nubisk stenbock. Området är ett välbesökt turistmål, speciellt för dykintresserade.
Ras Muhammad är sedan 22 januari 2002 uppsatt på Egyptens tentativa världsarvslista.